# Nils Petter Molvær
Nils Petter Molvær (Norvegia, 18 settembre 1960) è un musicista e compositore norvegese.

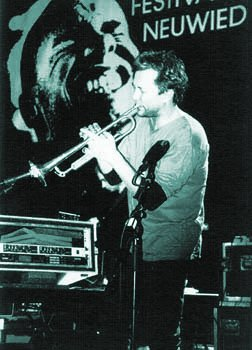
Molvær a Neuwied, Germania

È considerato un pioniere del cosiddetto Nu jazz, fusione del jazz con la musica elettronica, mostrata nel suo album best seller dal titolo Khmer, pubblicato dalla casa discografica ECM nel 1997.

## Biografia

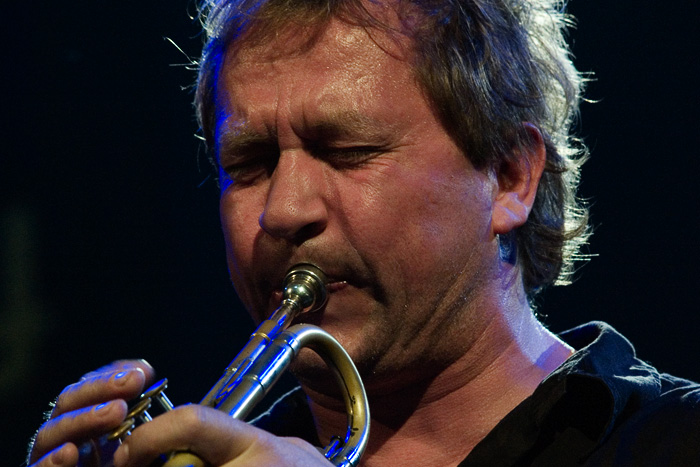
Nils Petter Molvaer al Moers Festival 2006, Germania

Molvær è nato e cresciuto nell'isola di Sula in Norvegia, che lasciò a diciannove anni per studiare musica al conservatorio di Trondheim.  Si unì al gruppo musicale Masqualero, formato da Arild Andersen, Jon Christensen e Tore Brunborg.  Masqualero (che prese il nome da una composizione di Wayne Shorter registrata da Miles Davis) pubblicò parecchi album per la ECM, e Molvær registrò assieme ad altri artisti che facevano capo alla ECM prima del suo debutto con un gruppo da lui diretto con l'album Khmer, nel 1997.  Il disco consiste in una fusione di jazz, rock e sfondi sonori di musica elettronica, molto dissimile dal delicato "jazz da camera" tipicamente associato alla ECM.  Il suono della tromba di Molvær, talvolta elaborato elettronicamente, deve molto alle sperimentazioni degli anni settanta e ottanta di Miles Davis.
Nel 1997 ha vinto lo Spellemannprisen per il miglior album jazz dell'anno.
Nel 2014 realizza attraverso una collaborazione con la regista norvegese Unni Straume la colonna sonora del lungometraggio REMAKE.me, un film essenzialmente autobiografico e introspettivo. Questo lavoro viene proiettato al Kongsberg Jazz Festival nel luglio 2015 e viene nominato al Premio Amanda per miglior colonna sonora e miglior montaggio sempre nel 2015.
Nel 2016 vince il premio Spellemannprisen nella categoria Jazz per il suo lavoro Buoyancy, registrato al Ocean sound recordings studio di Giske e prodotto dall Okeh Records.

## Discografia

### Masqualero
- 1983: Masqualero
- 1985: Bande À Part
- 1987: Aero
- 1990: Re-Enter

### Solo
- 1997: Khmer
- 2000: Solid Ether
- 2001: Recoloured (remix)
- 2002: NP3
- 2004: Streamer (live)
- 2005: Remakes (remix)
- 2005: Er
- 2005: EDY (Colonna sonora originale)
- 2008: Re-Vision (Colonna sonora non utilizzata nel film)
- 2009: Hamada
- 2011: Baboon Moon
- 2014: Switch
- 2016: Buoyancy

### Altro
- 1990: So I Write (Sidsel Endresen)
- 1992: Nonsentration (Jon Balke)
- 1992: Night caller (Rita Marcotulli)
- 1992: Future song (Marilyn Mazur)
- 1993: Exile (Sidsel Endresen)
- 1994: Circular chant (Marilyn Mazur)
- 1995: Hastening Westward (Robyn Schulkowsky e Nils Petter Molvær)
- 1995: This is you (Jacob Young)
- 1996: European voices (Lars Danielsson)
- 1997: Small Labyrinths (Marilyn Mazur)
- 1998: Electronique noire (Eivind Aarset)
- 2000: Undertow (Sidsel Endresen)
- 2001: Radioaxiom – A Dub Transmission (Bill Laswell e Jah Wobble)
- 2004: Seafarer's Song (Ketil Bjørnstad)
- 2005: Electra (Arild Andersen)
- 2005: Drastic (Michel Benita)
- 2006: Melange bleu (Lars Danielsson)
- 2008: Dome (Johannes Enders)
- 2009: The Night Shines Like The Day (Krystin Asbjornsen)
- 2010: Quiet Inlet (Food)
- 2012: Manu Katché (Manu Katché)
- 2013: 1/1 (Moritz Von Oswald)
- 2014: Colonna sonora di REMAKE.me (Un film di Unni Straume)
- 2018: Nordub (Sly & Robbie)